# تصميم البرمجيات
تصميم البرمجيات هي عملية حل مشكلات و تخطيط لبرنامج حاسوبي. بعد أن تكون الغاية من توصيف البرمجية قد حددت، يقوم المبرمجون أو المصممون بتطوير خطة للبرمجية. تحتوي هذه الخطة على أمور تتعلق بمكونات و خوارزميات متدنية المستوى إضافة إلى نظرة لمعمارية البرمجية.

## مفاهيم التصميم
توفر مفاهيم التصميم مصمم البرامج بأساس يمكن من خلاله تطبيق أساليب أكثر تطوراً. تطورت مجموعة من مفاهيم التصميم الأساسية. وهم على النحو التالي:
1- التجريد - التجريد هو عملية أو نتيجة التعميم عن طريق الحد من محتوى المعلومات لمفهوم أو ظاهرة يمكن ملاحظتها، عادة من أجل الاحتفاظ فقط بالمعلومات ذات الصلة لغرض معين. وهو عمل من تمثيل الميزات الأساسية دون تضمين الخلفية التفاصيل أو التفسيرات.
2- صقل - وهي عملية التفصيل . يتم تطوير التسلسل الهرمي من خلال تحليل بيان الدالة macroscopic بطريقة تدريجية حتى يتم الوصول إلى عبارات لغة البرمجة. في كل خطوة، يتم تحليل تعليمات واحدة أو عدة تعليمات لبرنامج معين إلى تعليمات أكثر تفصيلاً. التجريد وصقل مفاهيم تكميلية.
3- النمطيه_تنقسم بنية البرامج إلى مكونات تسمى الوحدات.
4- هندسة البرمجيات - وهي تشير إلى الهيكل العام للبرنامج والطرق التي يوفر بها هذا الهيكل السلامة النظرية للنظام. وستسفر بنية البرمجيات الجيدة عن عائد جيد على الاستثمار فيما يتعلق بالنتيجة المرجوة للمشروع، على سبيل المثال. من حيث الأداء والجودة والجدول الزمني والتكلفة.
5- هرمية التحكم - هي بنية برنامج تمثل تنظيم مكون برنامجي وتتضمن تسلسل هرمي للتحكم.
6- التقسيم الهيكلي - يمكن تقسيم هيكل البرنامج إلى أفقياً وعمودياً. تحدد الأقسام الأفقية فروعًا منفصلة للتسلسل الهرمي المعياري لكل وظيفة برنامج رئيسية. يقترح التقسيم الرأسي أن يتم توزيع السيطرة والعمل من أعلى إلى أسفل في بنية البرنامج.
7- بنية البيانات - هي عبارة عن تمثيل للعلاقة المنطقية بين عناصر البيانات الفردية.
8- إجراءات البرنامج - وهو يركز على معالجة كل وحدة على حدة.
9-ا خفاء المعلومات - يجب تحديد وتصميم الوحدات بحيث لا يمكن الوصول إلى المعلومات الموجودة داخل الوحدة النمطية إلى الوحدات الأخرى التي لا تحتاج إلى مثل هذه المعلومات.
في نموذج وجوهه، ذكر جرادي بوخ التجريد، والتغليف، والوحدات، والتسلسل الهرمي كمبادئ أساسية لتصميم البرمجيات. يستخدم مصطلح PHAME (مبادئ التسلسل الهرمي والتجريد والتعديل والتكليف) في بعض الأحيان للإشارة إلى هذه المبادئ الأساسية الأربعة.